# 日仏哲学会
日仏哲学会（にちふつてつがくがっかい、仏: Société franco-japonaise de philosophie）は、日本の学会である。同学会は「フランス哲学・思想に関心をもつ研究者たちのために、共同研究の場を設け、フランス哲学・思想の研究、ならびに日仏両哲学界の交流を促進すること」を目的としている。

## 概要
学会機関誌として1996年に刊行された『フランス哲学・思想研究』 がある。毎年春と秋に研究大会を開催している。

## 関連事項
- フランス現代思想